# Paul Acker
Pour les articles homonymes, voir Acker.
Paul-Théodore Acker, né le 14 septembre 1874 à Saverne et mort le 27 juin 1915 à Thann, est un écrivain alsacien de langue française, auteur de romans populaires.

## Biographie

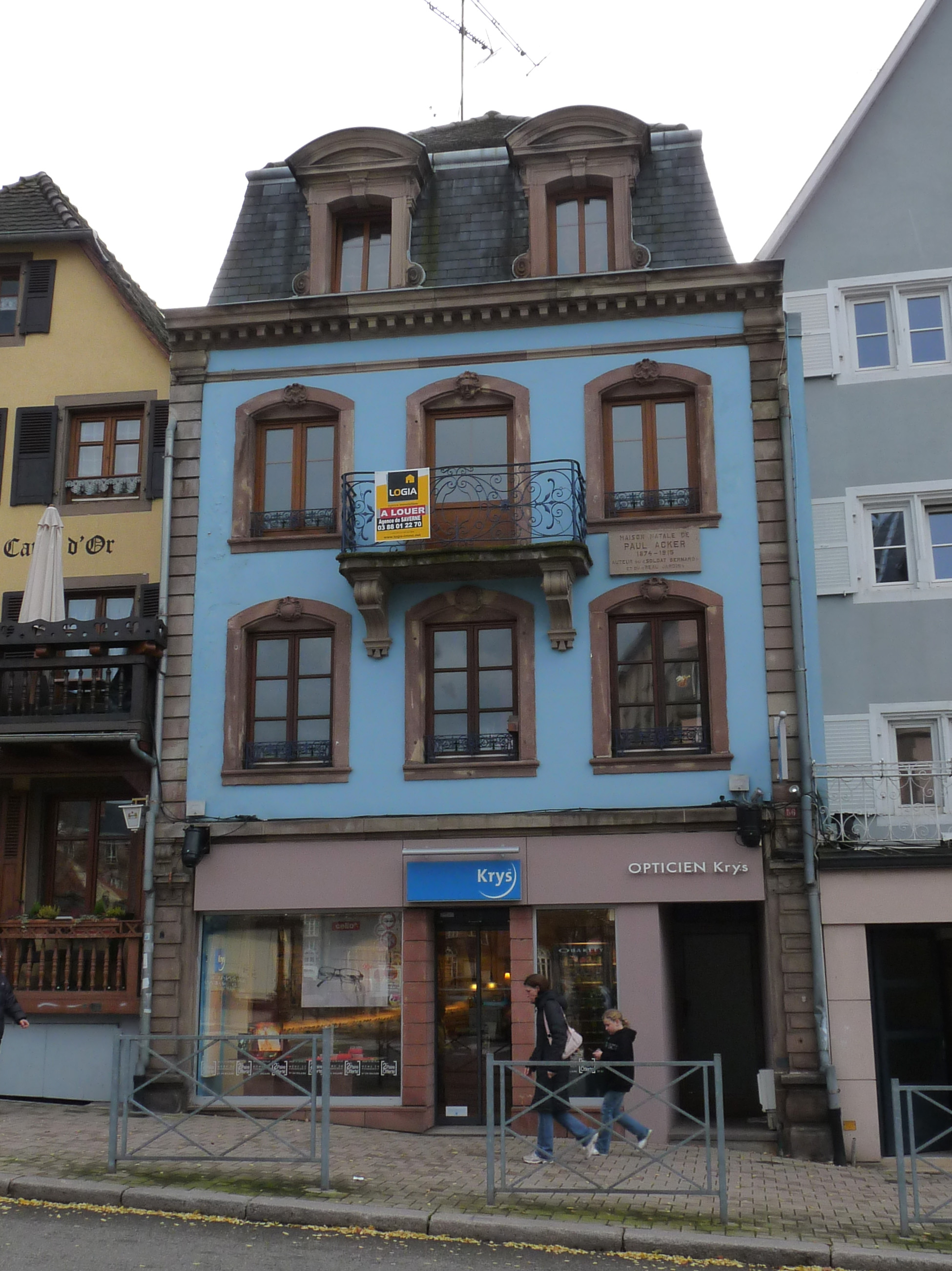
Maison natale à Saverne

Journaliste, il a collaboré au Gaulois, à L'Écho de Paris et à la Revue des deux Mondes, à l'Illustration, à la Revue de Paris et à la Revue critique des idées et des livres.
Le 27 juin 1915, il est tué dans un accident automobile en service commandé, près du front de Thann. Il est inhumé à Saverne le 11 août 1922. À Altenbach (Haut-Rhin), une stèle a été érigée à sa mémoire par le Souvenir français.
Charles Maurras lui rend un hommage posthume dans son livre Tombeaux et mentionne son adhésion à l'Action française.

## Œuvres (sélection)
- Dispensé de l'Article 23 (préface de Willy, couverture illustrée par Charles Léandre), 1898, H. Simonis-Empis
- Un mari sans femme, 1902, Librairie Molière
- Petites confessions. Visites et portraits, 1905
- La Petite Madame de Thianges, 1906, Calmann Lévy
- Le Désir de vivre, 1907, Calmann Lévy
- Œuvres sociales des femmes, 1908, Plon-Nourrit  Lire en ligne
- Le Soldat Bernard, 1909, Fayard
- Les Exilés, 1911, Plon (plusieurs éditions jusqu'en 1920)
- Le Beau Jardin, 1910, Plon (plusieurs éditions jusqu'en 1919)
- Une ville industrielle alsacienne: Mulhouse, 1912
- Les deux cahiers, 1912, Plon-Nourrit Lire en ligne
- Un amant de cœur, ill. Ed. Touraine — In Extenso, 1913
- Les deux amours, 1914
- Les Demoiselles Bertram, 1914, Plon-Nourrit
- Trois tombes, 1916, Plon-Nourrit
- L'Oiseau vainqueur, 1916, Flammarion
- Entre deux rives, 1917, Plon
- Colmar : une ville alsacienne, 1919, Éd. de la Haute-Alsace
- Tante Babiole - Collection Stella no 76
- Les Deux Cahiers - Collection Stella no 174
- Les Exilés - Select-Collection no 164 ; rééd. avec préface de Jean-Noël Grandhomme, Éditions Laborintus, Lille-Paris, 2016,  (ISBN 979-10-94464-12-0)

## Distinctions
- Le premier Grand prix du roman de l'Académie française est attribué à Paul Acker pour l'ensemble de son œuvre en 1915
- Paul Acker figure sur la liste des personnes citées au Panthéon de Paris parmi les écrivains morts sous les drapeaux.